# 佛朗哥·阿尔马尼
佛朗哥·阿尔马尼（西班牙語：Franco Armani，1986年10月16日—），阿根廷男子足球运动员，司职守门员，2018年加入阿根廷成年国家队。他曾代表阿根廷参加2018年和2022年国际足联世界杯。

## 國家隊生涯
2021年6月，阿尔马尼入選了阿根廷參加2021年美洲國家盃的大名單。 7月10日，他隨隊獲得美洲盃冠軍。他唯一一次出场是在阿根廷的最后一场小组赛。
2022年世界杯阿尔马尼入選阿根廷國家队。他隨隊獲得世界盃冠軍，但他在七場比賽均未有上場。
2024年6月，阿尔马尼入選2024年美洲國家盃阿根廷26人最後陣容。由於馬丁尼茲是阿根廷的第一選擇守門員，因此他再次沒有上場一分鐘。在美洲國家盃前，他宣布將在賽事後從國家隊退役。

## 榮譽

### 阿根廷国家队
- 美洲杯冠军（1次）：2021年
- 歐美超級杯冠軍（1次）：2022年
- 國際足協世界盃冠軍（1次）：2022年